# Henry Blight Halicki
H.B. Halicki est un acteur, scénariste, producteur et réalisateur américain né le 18 octobre 1940 à Dunkirk dans l'État de  New York aux États-Unis et mort le 20 août 1989 à Tonawanda (New York).

## Filmographie

### comme acteur, scénariste, producteur et réalisateur
- 1974 : La Grande Casse (Gone in 60 Seconds)
- 1982 : La Grande Casse 2 (The Junkman)
- 1983 : La Grande Casse 3 (Deadline Auto Theft)

### comme acteur et producteur
- 1973 : Love Me Deadly

### comme acteur
- 1988 : Deadly Addiction
- 1989 : La Dernière Grande Casse (Gone in 60 Seconds 2)